# Running
"Running" (do češtiny přeloženo jako Běh) je píseň maďarsko–amerického zpěváka Andrásе Kállayе-Saundersе. Byla vybrána pomocí národního kola A dal, aby reprezentovala Maďarsko na Eurovision Song Contest 2014 v Dánsku.
Maďarsko bude na Eurovision Song Contest 2014 soutěžit nejprve v 1. semifinálovém kole, v úterý 6. května 2014. Probojuje-li se mezi 10 nejúspěšnějších, bude soutěžit v sobotním finálovém přenosu Eurovision Song Contest 2014.
| „                        | Napsal jsem tuto píseň pojednávající o dětství mého přítel a lidech, které jsem potkal s podobnými příběhy po celý můj život. Bohužel můj přítel byl obětí zneužívání dětí, domácího násilí. Napsal jsem tu píseň o svých zkušenostech a všem, co jsem zažil. Rád bych zvýšit povědomí o tomto tématu. | “ |
| — András Kállay-Saunders | |   |

## Žebříčky
| Žebříček (2014)         | Nejvyšší pozice |
| ----------------------- | --------------- |
| Hungary (Rádiós Top 40) | 6               |